# Rune: Halls of Valhalla
Rune: Halls of Valhalla est un add-on pour Rune sorti en 2001 et fonctionne sur Linux et Windows. Le jeu a été développé par Human Head Studios puis édité par Gathering of Developers.

## Accueil
- GameSpot : 5/10[1]